# Puerto Rico a 2002. évi téli olimpiai játékokon
Puerto Rico az egyesült államokbeli Salt Lake Cityben megrendezett 2002. évi téli olimpiai játékok egyik részt vevő nemzete volt. Az országot az olimpián 1 sportágban 2 sportoló képviselte, akik viszont érmet nem szereztek, mert a nemzeti olimpiai bizottság vezetője diszkvalifikálta az egyik versenyzőt.
Puerto Rico speciális státusza miatt a szigetország állampolgárai egyben az USA állampolgárai is, így elvben választhatnak, hogy a nemzetközi versenyeken az Egyesült Államokat vagy Puerto Ricót kívánják képviselni. Ez a lehetőség a Puerto Ricó-i illetőségű, de Puerto Ricó-i állampolgársággal nem rendelkező amerikai állampolgárokat is megilleti, de csak akkor, ha maguk Puerto Ricóban születtek, legalább az egyik szülőjük Puerto Ricó-i állampolgár, házastársuk Puerto Ricó-i állampolgár vagy legalább három éve Puerto Ricóban élnek. Az olimpia megnyitója után, de még a versenyek megkezdése előtt derült ki, hogy Michael Gonzales, a férfi kettesbobcsapat tagja nem teljesítette a feltételek egyikét sem. Gonzales az olimpia idején két éve és egy hónapja élt a szigetországban, amivel a NOB követelményeit teljesítette ugyan, de a Puerto Ricó-i Olimpiai Bizottság szigorúbb feltételeit nem. Emiatt Héctor Cardona, a nemzeti olimpiai bizottság elnöke diszkvalifikálta Gonzalest, és ezzel a kéttagú csapatot is.

## Bob
Férfi
| Versenyző                        | Versenyszám | 1. futam | 1. futam | 2. futam | 2. futam | 3. futam | 3. futam | 4. futam | 4. futam | Összesítés | Összesítés |
| Versenyző                        | Versenyszám | Idő      | Hely.    | Idő      | Hely.    | Idő      | Hely.    | Idő      | Hely.    | Idő        | Helyezés   |
| -------------------------------- | ----------- | -------- | -------- | -------- | -------- | -------- | -------- | -------- | -------- | ---------- | ---------- |
| Michael Gonzales Manuel Repollet | Kettes      | kizárták | kizárták | kizárták | kizárták | kizárták | kizárták | kizárták | kizárták | kizárták   | kizárták   |